# Белоусов, Всеволод Вадимович
Всеволод Вадимович Белоусов (род. 19 февраля 1975 года) — российский учёный-нейробиолог, член-корреспондент РАН (2022). Директор Федерального центра мозга и нейротехнологий Федерального медико-биологического агентства с 2021 года.

## Биография
Родился 19 февраля 1975 года.
В 1998 году — окончил МГУ.
В 2002 году — защитил кандидатскую диссертацию, тема: «Роль митохондрий в апоптозе, индуцированном вирусом гриппа А».
В 2013 году — защитил докторскую диссертацию, тема: «Биосенсоры активных форм кислорода и других редокс-активных соединений: создание и применение в живых системах».
В 2016 году — присвоено почётное учёное звание профессора РАН.
С 2018 года — работает в Институте биоорганической химии имени М. М. Шемякина и Ю. А. Овчинникова РАН: заведующий отделом метаболизма и редокс-биологии, главный научный сотрудник лаборатории молекулярных технологий, заведующий лабораторией синтетической медицины.
В 2022 году — избран членом-корреспондентом РАН от Отделения биологических наук.
Директор Федерального центра мозга и нейротехнологий с июня 2021 года.

## Научная деятельность
Специалист в области молекулярной физиологии, нейробиологии, оптического биоимиджинга, автором более 100 научных и 5 патентов.
Ведет преподавательскую работу, читая лекции студентам биологического факультета МГУ.
Под его руководством выполнены и защищены 6 кандидатских диссертаций, член редколлегии журнала Вестник РГМУ.
Научные достижения:
- разработка генетически кодируемых индикаторов семейства HyPer для детекции пероксида водорода в живых системах, с помощью данной технологии была впервые исследована динамика пероксида водорода в процессе регенерации рыбы Danio rerio и при фагоцитозе, была охарактеризована роль пероксида водорода в других процессах;
- исследования динамики рН в синапсах нейронов и в процессе регенерации амфибий, разработка генетически кодируемых сенсоров рН и других параметров;
- разработаны новые подходы к активации нейронов методами термооптогенетики с помощью термочувствительных ионных каналов;
- разработка новых методов субдифракционной микроскопии.